# Kapelica sv. Urbana, Bogojina
Kapelica sv. Urbana stoji v naselju Bogojina, ki prav tako spada v župnijo Bogojina in v Občino Moravske Toplice. Kapelica stoji na vinogradnem slemenu Vršič (246 m).

## O kapeli
Na mestu, kjer je sedaj kapelica sv. Urbana (narečno Vrbana) je nekoč stal križ, katerega so sedaj vzidali v zahodni zid kapelice. Sezidali so jo leta 1829, v času župnikovanja Štefana Benkoviča. Rojen je bil 26.septembra 1783 v Bogojini. Razen kratkega kaplanovanja v Turnišču je do svoje smrti opravljal župniško službo v Bogojini. Umrl je 17. maja 1854. Govoril je slovensko, nemško, latinsko in madžarsko. Bil je privržen za svoj domači jezik. Za pripravo zidave je Benkovič preskrbel vse dokumente, jih dal overiti na sedežu sombotelske župnije. Sestavil pa je tudi listino, ki jo je moral priložiti in sicer listino varščine s katero so se Bogojančani zavezali tudi kapelo vzdrževati. 
Kanonična vizitacija iz leta 1830 pravi, da je v kraju Bogojina kapela, posvečena v čast sv. Urbana. Postavila jo je leta 1829 bogojanska občina, ki jo mora tudi vzdrževati.
V inventarju bogojanske župnije iz leta 1859, pa je o kapeli zapisano: »V kraju Bogojina na hribu Veršič stoji kapela, posvečena v čast svetega Urbana. Postavila jo je leta 1829 bogojinska občina, ki jo mora tudi vzdrževati. Oltar ima ploščo z grobkom in relikvijami, v zvoniku pa je zvon.«

## Arhitektura
Kapelica z zvoničnim stolpičem nad glavno fasado, z letnico 1889 na prekladi. V zunanjščino je vgrajeno razpelo, ki je verjetno tu stalo prvotno.
Kapelica stoji zahodno od Vučje Gomile, južno od Vršiča.